# Évrecy
Évrecy és un municipi francès situat al departament de Calvados i a la regió de Normandia. L'any 2007 tenia 1.525 habitants.

## Demografia

### Població
El 2007 la població de fet d'Évrecy era de 1.525 persones. Hi havia 562 famílies de les quals 97 eren unipersonals (23 homes vivint sols i 74 dones vivint soles), 172 parelles sense fills, 258 parelles amb fills i 35 famílies monoparentals amb fills.
La població ha evolucionat segons el següent gràfic:
Habitants censats

### Habitatges
El 2007 hi havia 572 habitatges, 559 eren l'habitatge principal de la família, 1 era una segona residència i 12 estaven desocupats. 529 eren cases i 43 eren apartaments. Dels 559 habitatges principals, 463 estaven ocupats pels seus propietaris, 83 estaven llogats i ocupats pels llogaters i 13 estaven cedits a títol gratuït; 2 tenien una cambra, 19 en tenien dues, 44 en tenien tres, 127 en tenien quatre i 368 en tenien cinc o més. 491 habitatges disposaven pel capbaix d'una plaça de pàrquing. A 215 habitatges hi havia un automòbil i a 302 n'hi havia dos o més.

### Piràmide de població
La piràmide de població per edats i sexe el 2009 era:
| Homes | Edats   | Dones |
| ----- | ------- | ----- |
| 0     | 95 o +  | 0     |
| 4     | 90 a 94 | 4     |
| 8     | 85 a 89 | 16    |
| 0     | 80 a 84 | 4     |
| 16    | 75 a 79 | 20    |
| 44    | 70 a 74 | 16    |
| 24    | 65 a 69 | 28    |
| 36    | 60 a 64 | 36    |
| 32    | 55 a 59 | 48    |
| 52    | 50 a 54 | 64    |
| 64    | 45 a 49 | 52    |
| 24    | 40 a 44 | 36    |
| 32    | 35 a 39 | 48    |
| 80    | 30 a 34 | 56    |
| 44    | 25 a 29 | 28    |
| 44    | 20 a 24 | 28    |
| 36    | 15 a 19 | 56    |
| 32    | 10 a 14 | 24    |
| 52    | 5 a 9   | 40    |
| 40    | 0 a 4   | 40    |

## Economia
El 2007 la població en edat de treballar era de 932 persones, 680 eren actives i 252 eren inactives. De les 680 persones actives 664 estaven ocupades (334 homes i 330 dones) i 16 estaven aturades (8 homes i 8 dones). De les 252 persones inactives 105 estaven jubilades, 94 estaven estudiant i 53 estaven classificades com a «altres inactius».

### Ingressos
El 2009 a Évrecy hi havia 574 unitats fiscals que integraven 1.585 persones, la mediana anual d'ingressos fiscals per persona era de 20.156 €.

### Activitats econòmiques
Dels 79 establiments que hi havia el 2007, 3 eren d'empreses extractives, 3 d'empreses alimentàries, 6 d'empreses de construcció, 14 d'empreses de comerç i reparació d'automòbils, 3 d'empreses de transport, 4 d'empreses d'hostatgeria i restauració, 4 d'empreses financeres, 3 d'empreses immobiliàries, 17 d'empreses de serveis, 14 d'entitats de l'administració pública i 8 d'empreses classificades com a «altres activitats de serveis».
Dels 23 establiments de servei als particulars que hi havia el 2009, 1 era una gendarmeria, 1 oficina de correu, 2 oficines bancàries, 2 tallers de reparació d'automòbils i de material agrícola, 1 taller d'inspecció tècnica de vehicles, 1 paleta, 2 guixaires pintors, 3 fusteries, 3 perruqueries, 3 veterinaris, 2 restaurants, 1 agència immobiliària i 1 saló de bellesa.
Dels 9 establiments comercials que hi havia el 2009, 2 eren botigues de més de 120 m², 2 fleques, 2 botigues de roba, 1 una botiga de material de revestiment de parets i terra i 2 floristeries.
L'any 2000 a Évrecy hi havia 10 explotacions agrícoles.

## Equipaments sanitaris i escolars
El 2009 hi havia 1 farmàcia i 1 ambulància.
El 2009 hi havia 1 escola maternal i 1 escola elemental. Évrecy disposava d'un col·legi d'educació secundària amb 521 alumnes.

## Poblacions més properes
El següent diagrama mostra les poblacions més properes.